# Calodexia peponis
Calodexia peponis là một loài ruồi trong họ Tachinidae.